# برونو كاماتشو
برونو كاماتشو هو لاعب كرة قدم برازيلي، ولد في 28 أكتوبر 1985 في Ivaiporã ‏ في البرازيل. لعب مع ليرس ونادي شانغهاي إس آي بي جي.

## وصلات خارجية
- برونو كاماتشو على موقع قاعدة بيانات كرة القدم.إي يو (الإنجليزية)
- برونو كاماتشو على موقع Soccerway.com (الإنجليزية)